# 戡亂建國教育實施綱要
《戡亂建國教育實施綱要》是1950年時，由中華民國教育部所頒布的國家教育綱領。其中在1945年臺灣光復之後，便沿用了1929年公布的《中華民國教育宗旨及其實施方針》，其中該方針強調中華民國教育之推動必須依照三民主義的精神，進而促使得國家和社會得以獲得發展。之後《中華民國教育宗旨及其實施方針》的概念並未因為1947年12月《中華民國憲法》的施行而被廢止，同時憲法第158條所提到的教育文化目標也沒有實際取代《中華民國教育宗旨及其實施方針》。在這期間中華民國政府希望能夠消除有關臺灣日治時期的教育影響，並且主力推動以中華文化為基礎的教育政策。而中華民國政府撤遷臺灣後便頒布《戡亂建國教育實施綱要》和一系列法令，期望能夠在日常教學中大力灌輸反共抗俄與推行中華文化復興運動 ，並實施髮禁等規範學生日常行為的措施。

## 外部連結
- 「戡亂建國教育實施綱要」 （页面存档备份，存于）（繁體中文）